# 約西 (新約人物)
約西（Iōsēs），又譯為約細、約瑟、若瑟，一個希臘文名字，通常被認為是約瑟夫（Joseph）這個名字的簡稱，在《新約聖經》中，關於這個名字的記載有以下幾處：
- 《路加福音》3:29，在耶穌家譜中，有位先祖名為約西[1]。
- 《馬可福音》記載，耶穌有位兄弟名叫約西[2][3]。
- 《馬可福音》記載，小雅各的兄弟名叫約西[4]。
- 《使徒行傳》記載，巴拿巴原名約西[5]。

## 字源
在希臘文中，約西（Joses 或 Josis）是約瑟夫這個名字的簡短形式。但是拼成完整的約瑟夫，仍然是比較常見的。

## 身份

### 約細，耶穌的先祖
在《路加福音》的記錄中，約細（Iōsē）是大衛的第15代子孫，為約瑟夫家族的祖先。古希臘語：（Iōsē） 是約西的變形拼法之一。

### 約西，耶穌的兄弟
在《馬可福音》與《馬太福音》中，都記載了耶穌有位名叫約西的兄弟。根據亞歷山卓的希臘文抄本，《馬太福音》13:55這段提到的約西，被拼成較正式的約瑟（Joseph）。

### 約西，小雅各的兄弟
當新約提到小雅各的幾個段落，都會提到他的母親名叫瑪利亞，而且他有位名叫約西的兄弟。
在《馬可福音》15:47，提到馬利亞時，強調她是約西的母親。在《約翰福音》中，說明這位馬利亞，是革羅罷之妻。優西比烏在《教會史》中記載，馬利亞的丈夫約瑟，他的兄弟名叫革羅罷。革羅罷的兒子西門，在公義者雅各之後，接掌了耶路撒冷教會。因此，在新約提到的小雅各與約西，可能是耶穌的堂弟。
但學者詹姆斯·塔波（James Tabor）認為，根據猶太傳統，在兄長死後，其弟有義務與兄長之妻結婚，並照顧其後代。馬利亞在約瑟死後，遵循猶太傳統嫁給聖若瑟的兄弟，這是有可能的。因此，公義者雅各、西門、猶大與約西，可能是耶穌同母異父的兄弟。

### 耶路撒冷主教
耶路撒冷教會的第一任主教是公義者雅各。之後分別是西門與約西。根據中世紀的傳說，第三任耶路撒冷主教，是小名約西的巴拿巴。但是也有可能是耶穌的血親，耶穌家族中的成員，也就是耶穌的兄弟約西。